# خرمشهر (موشک)
خرمشهر، موشک بالستیک میان برد ساخت ایران است که در ۳۱ شهریور ۱۳۹۹، همگام با مراسم رژه سراسری نیروهای مسلح ایران در آغاز هفته دفاع مقدس به نمایش گذاشته شد.

## نسل ها
- خرمشهر ۱

- خرمشهر ۲

- خرمشهر ۳

اولین بار در رژه نیروهای مسلح در سال ۱۳۹۹، رونمایی شد. خرمشهر۳ دارای بدنه نسخه‌های قبلی، ولی کلاهکی جدید از نوع سه مخروطی است.
- خرمشهر ۴(خیبر)

در تاریخ ۴ خرداد ۱۴۰۲، نسل چهارم موشک خرمشهر با نام خیبر توسط امیر محمدرضا آشتیانی، وزیر دفاع رونمایی شد. برد این موشک، ۲ هزار کیلومتر و وزن سرجنگی آن نیز، ۱۸۰۰ کیلوگرم است. این موشک، آخرین نسل از موشک های خرمشهر است از انواع موشک‌های نقطه زن بدون نیاز به هدایت در فاز نهایی است. موتور آن، موتور اروند است که از سوخت هایپرگولیک بهره می‌برد. متخصصان صنایع موشکی برای ایجاد قابلیت‌های تاکتیکی، موتور موشک خرمشهر ۴ را در داخل مخزن سوخت قرار دادند که این امر باعث کاهش طول موشک به حدود ۱۳ متر شده‌است. این موشک می‌تواند از سر جنگی‌های متنوع استفاده کند و با توجه به ماموریت‌هایی که استفاده می‌شود. سرجنگی این موشک حدود ۴ متر طول دارد. تفاوت این موشک با سایر نسل‌های قبلی خود تأمین دقت نقطه زنی در فاز میانی (پرواز بالای جو) است. موشک خیبر مجهز به سیستم کمک ناوبری بوده و قابلیت حمل سرجنگی سنگین را داراست. این موشک همچنین، از هدایت و کنترل فاز فعال، هدایت و کنترل فاز میانی بهره برده و در برابر جنگال نیز مقاوم است. همچنین به دلیل برخورداری از مخازن جدید سوخت، می‌توان سوخت را در آن تزریق و موشک را به مدت چند سال در حالت شارژ نگهداری کرد. 

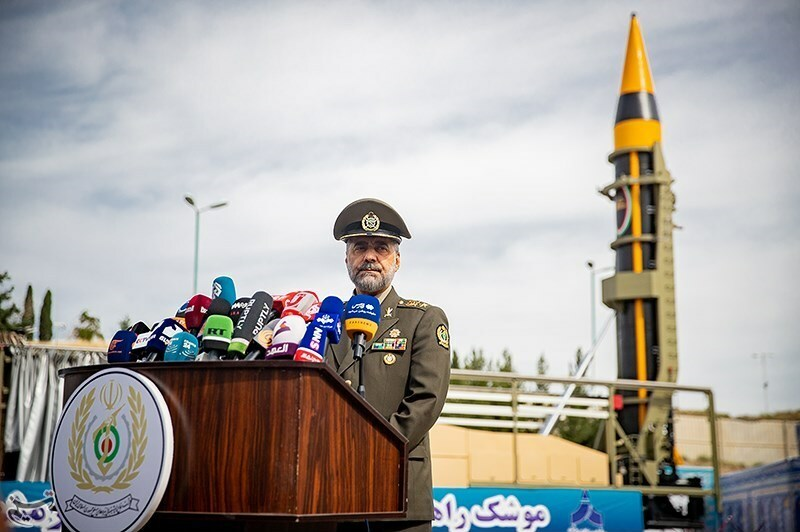
مراسم رونمایی از موشک بالستیک خرمشهر ۴ (خیبر) با حضور سرتیپ محمدرضا قرایی آشتیانی، وزیر دفاع و پشتیبانی نیرو های مسلح، پنجشنبه ۴ خرداد ۱۴۰۲

## قابلیت‌ها
امیرعلی حاجی‌زاده، فرمانده نیروی هوافضای سپاه پاسداران، برد موشک خرمشهر را ۲۰۰۰ کیلومتر معرفی کرد و آن را با قابلیت حمل کلاهک تا ۱۸۰۰ کیلوگرم تشریح داد که می‌تواند به جای یک کلاهک، چند کلاهک حمل کند. از دیگر ویژگی‌های خرمشهر افزایش قطر و کاهش طول آن است که به افزایش چابکی آن افزوده‌است. امیرعلی حاجی زاده، فرمانده نیروی هوافضای سپاه پاسدارن انقلاب اسلامی با اشاره به ویژگی‌های موشک تازه رونمایی شده «خرمشهر ۴» گفت: این موشک قادر است ۸۰ هدف را مورد اصابت قرار دهد.

## تاریخچه استفاده

### آزمایش
گزارش شده‌است که نخستین آزمایش موشک خرمشهر در ۲۹ ژانویهٔ ۲۰۱۷ انجام شد. در این آزمایش، موشک مسافتی در حدود ۹۵۰ کیلومتر را پیمود و سپس منفجر شد. تا اوت ۲۰۲۰، این موشک بار دیگر با استفاده از یک کلاهک برگشتی کوچک آزمایش شد؛ سازه‌ای که برد و احتمالاً دقت موشک را افزایش می‌دهد.

### وعده صادق ۳
خبرگزاری‌های وابسته به سپاه پاسداران، مدعی استفاده از این موشک در عملیات وعده صادق ۳ شدند.‌‌‌‌ تایمز آف ایندیا‌ و اکونومیک تایمز به استفاده از موشک‌های بالستیک ایران در عملیات «وعده صادق ۳» اشاره کردند و خرمشهر-۴ را به‌عنوان یکی از موشک‌های هایپرسونیک ایران نام بردند. این منابع ادعا کردند که این موشک‌ها باعث آتش‌سوزی و خسارت در مناطق مرکزی اسرائیل شدند.